# Деблокада Дуља
Деблокада Дуља представља операцију Војске Југославије у августу 1998. у околини места Дуље са циљем деблокаде места и истоименог превоја, отварања пута и елиминације јаког упоришта ОВК. Током вишедневних борби Војска Југославије је, коришћењем оклопних јединица, успела да разбије терористичко упориште и овлада овим превојем.

## Деблокада
Током 1998. у околини места Дуље ОВК је вршила терористичке нападе на припаднике Војске и Полиције Југославије. Путни правац Приштина - Сува Река - Призрен је током 1998. био више пута блокиран код овог места. Дана 23. јула припадници ОВК напали су јединицу ВЈ на путу Штимље - Сува Река.
Један тенк ВЈ је погођен из ракетног бацача албанског терориста 25. јула на коти 915 код Дуља и том приликом је рањен возач тенка. Тенк је после неколико тренутака погођен још два пута и том приликом је оштећена купола тенка тако да више није могла да се покреће. Затим чланови посаде извлаче тенк из заседе. Сутрадан, 26. јула, на путу Дуље - Малишево у истом рејону погођен је још један тенк Т-55. Два члана посаде су погинула а један је тешко рањен. Полиција која је била у пратњи тенка због јаке ватре терориста не може помоћи посади. Тада у помоћ пристиже још један тенк Т-55, чији један члан посаде сајлом везује оштећени тенк и потом се сви извлаче.
Војска Југославије је у августу извела операцију чишћења терена и разбијања терористичког упоришта. Првог дана операције изведено је прилажење месту које је протекло са спорадичном ватром. Другог дана операције покушан је пробој линија ОВК али, због неповољне конфигурације терена и јаког упоришта у самом селу, нема померања линија. Трећег дана дејстава ВЈ врши насилно извиђање уз борбу ка центру села. Извиђачка група под стрељачком и противоклопном ватром терориста, састављена од два возила БОВ М-86 и једног теренског возила Пинцгауер, је у центру села заустављена запречавањем пута, односно барикадом од камена, и након блиске експлозије и оштећења Пинцгауера врши искрцавање борбене посаде и распоређивање у борбени положај у близини возила. Због јаке ватре доноси се одлука о упућивању појачања извиђачкој групи. Појачање, састављено од једног тенка и БВП М-80А, прилази групи али тенк бива погођен противоклопном ракетом, којом приликом су погинула два војника, члана посаде. Под јаком ватром оштећени тенк је извучен тенком за извлачење а извиђачка група укрцана на БВП М-80 је извучена. Тек четвртог дана, након детаљнијег извиђања, Војска Југославије успева да разбије положаје ОВК и ослободи место.

## Спољни извори
- О акцији код села Дуље на сајту Српски Оклоп